# Pogona minima
Espèce
Synonymes
- Amphibolurus barbatus minimus Loveridge, 1933
- Pogona minor minima (Loveridge, 1933)

Pogona minima est une espèce de sauriens de la famille des Agamidae.

## Répartition
Cette espèce est endémique d'Australie-Occidentale. Elle se rencontre dans l'archipel Houtman Abrolhos.

## Description
Cette espèce atteint au maximum 40 cm dont 24 cm pour la queue.

## Taxinomie
Cette espèce a été considérée comme une sous-espèce de Pogona minor, sous le nom de Pogona minor minima.

## Publication originale
- Loveridge, 1933 : New agamid lizards of the genera Amphibolurus and Physignathus from Australia. Proceedings of the New England Zoological Club, vol. 13, p. 69-72.